# Liga mistrů UEFA 2001/2002
Sezóna 2001/02 byla 47. ročníkem Ligy mistrů UEFA a zároveň 10. ročníkem po přejmenování. Jejím vítězem se stal španělský klub Real Madrid.

## Předkola

### První předkolo
| Domácí v 1. zápase | Celkem | Hosté v 1. zápase       | 1. zápas | 2. zápas |
| ------------------ | ------ | ----------------------- | -------- | -------- |
| Araks Ararat FC    | 0–3    | Sheriff Tiraspol        | 0–1      | 0–2      |
| Linfield FC        | 0–1    | Torpedo Kutaisi         | 0–0      | 0–1      |
| Bohemian FC        | 3–0    | Levadia Tallinn         | 3–0      | 0–0      |
| F91 Dudelange      | 2–6    | Skonto                  | 1–6      | 1–0      |
| PFK Levski Sofia   | 4–0    | FK Željezničar Sarajevo | 4–0      | 0–0      |
| VB Vágur           | 0–5    | Slavia Mazyr            | 0–0      | 0–5      |
| Valletta           | 0–5    | Haka                    | 0–0      | 0–5      |
| Sloga Jugomagnat   | 1–1(v) | FBK Kaunas              | 0–0      | 1–1      |
| KR Reykjavík       | 2–2(v) | KS Vllaznia Shkodër     | 2–1      | 0–1      |
| Barry Town FC      | 3–0    | Šamkir FK               | 2–0      | 1–0      |

### Druhé předkolo
| Domácí v 1. zápase  | Celkem    | Hosté v 1. zápase   | 1. zápas | 2. zápas    |
| ------------------- | --------- | ------------------- | -------- | ----------- |
| Haka                | 3–1       | Makabi Haifa FC     | 0–1      | 3–0*        |
| FK Šachtar Doněck   | 4–2       | FC Lugano           | 3–0      | 1–2         |
| Omonia              | 2–3       | CZ Bělehrad         | 1–1      | 1–2         |
| Ferencvárosi TC     | 0–0(pen.) | Hajduk Split        | 0–0      | 0–0(prodl.) |
| FC Porto            | 9–3       | Barry Town FC       | 8–0      | 1–3         |
| Maribor             | 1–6       | Rangers FC          | 0–3      | 1–3         |
| Galatasaray SK      | 6–1       | KS Vllaznia Shkodër | 2–0      | 4–1         |
| Slavia Mazyr        | 0–2       | Inter Bratislava    | 0–1      | 0–1         |
| RSC Anderlecht      | 6–1       | Sheriff Tiraspol    | 4–0      | 2–1         |
| Torpedo Kutaisi     | 2–4       | FC København        | 1–1      | 1–3         |
| PFK Levski Sofia    | 1–1(v)    | Brann Bergen        | 0–0      | 1–1         |
| Skonto              | 1–3       | Wisla Krakov        | 1–2      | 0–1         |
| Bohemian FC         | 1–4       | Halmstad            | 1–2      | 0–2         |
| FC Steaua București | 5–1       | Sloga Jugomagnat    | 3–0      | 2–1         |

* Odveta skončila 4:0 pro Haifu, ale následně bylo utkání zkontumováno 0:3, protože za Haifu nastoupil hráč, který hrát nesměl.

### Třetí předkolo
Poražené týmy nastoupily v 1. kole Poháru UEFA.
| Domácí v 1. zápase  | Celkem | Hosté v 1. zápase       | 1. zápas | 2. zápas    |
| ------------------- | ------ | ----------------------- | -------- | ----------- |
| FK Šachtar Doněck   | 1–5    | Borussia Dortmund       | 0–2      | 1–3         |
| FK Lokomotiv Moskva | 3–2    | FC Swarovski Tirol      | 3–1      | 0–1         |
| FC Steaua București | 3–5    | FK Dynamo Kyjev         | 2–4      | 1–1         |
| Haka                | 1–9    | Liverpool FC            | 0–5      | 1–4         |
| Hajduk Split        | 1–2    | Mallorca                | 1–0      | 0–2(prodl.) |
| CZ Bělehrad         | 0–3    | Bayer Leverkusen        | 0–0      | 0–3         |
| Wisla Krakov        | 3–5    | Barcelona               | 3–4      | 0–1         |
| FC København        | 3–5    | SS Lazio                | 2–1      | 1–4         |
| Inter Bratislava    | 3–7    | Rosenborg               | 3–3      | 0–4         |
| Halmstad            | 3–4    | RSC Anderlecht          | 2–3      | 1–1         |
| SK Slavia Praha     | 1–3    | Panathinaikos FC        | 1–2      | 0–1         |
| Galatasaray SK      | 3–2    | PFK Levski Sofia        | 2–1      | 1–1         |
| Ajax                | 2–3    | Celtic FC               | 1–3      | 1–0         |
| FC Porto            | 5–4    | Grasshopper Club Zürich | 2–2      | 3–2         |
| Parma               | 1–2    | Lille                   | 0–2      | 1–0         |
| Rangers FC          | 1–2    | Fenerbahçe SK           | 0–0      | 1–2         |

## Základní skupiny
| Vysvětlivky                                         |
| --------------------------------------------------- |
| První dva týmy postoupily do osmifinálových skupin. |
| Tým nastoupil ve 3. kole Poháru UEFA.               |

### Skupina A
| Tým                 | Z | V | R | P | VG | IG | +/− | B  |
| ------------------- | - | - | - | - | -- | -- | --- | -- |
| Real Madrid         | 6 | 4 | 1 | 1 | 13 | 5  | +8  | 13 |
| AS Řím              | 6 | 2 | 3 | 1 | 6  | 5  | +1  | 9  |
| FK Lokomotiv Moskva | 6 | 2 | 1 | 3 | 9  | 9  | 0   | 7  |
| RSC Anderlecht      | 6 | 0 | 3 | 3 | 4  | 13 | -9  | 3  |

|                     | AND | LOK | RM  | ROM |
| ------------------- | --- | --- | --- | --- |
| RSC Anderlecht      | –   | 1–5 | 0–2 | 0–0 |
| FK Lokomotiv Moskva | 1–1 | –   | 2–0 | 0–1 |
| Real Madrid         | 4–1 | 4–0 | –   | 1–1 |
| AS Řím              | 1–1 | 2–1 | 1–2 | –   |

### Skupina B
| Tým               | Z | V | R | P | VG | IG | +/− | B  |
| ----------------- | - | - | - | - | -- | -- | --- | -- |
| Liverpool FC      | 6 | 3 | 3 | 0 | 7  | 3  | +4  | 12 |
| Boavista          | 6 | 2 | 2 | 2 | 8  | 7  | +1  | 8  |
| Borussia Dortmund | 6 | 2 | 2 | 2 | 6  | 7  | -1  | 8  |
| FK Dynamo Kyjev   | 6 | 1 | 1 | 4 | 5  | 9  | -4  | 4  |

|                   | BOA | BOR | DK  | LIV |
| ----------------- | --- | --- | --- | --- |
| Boavista          | –   | 2–1 | 3–1 | 1–1 |
| Borussia Dortmund | 2–1 | –   | 1–0 | 0–0 |
| FK Dynamo Kyjev   | 1–0 | 2–2 | –   | 1–2 |
| Liverpool FC      | 1–1 | 2–0 | 1–0 | –   |

### Skupina C
| Tým              | Z | V | R | P | VG | IG | +/− | B  |
| ---------------- | - | - | - | - | -- | -- | --- | -- |
| Panathinaikos FC | 6 | 4 | 0 | 2 | 8  | 3  | +5  | 12 |
| Arsenal FC       | 6 | 3 | 0 | 3 | 9  | 9  | 0   | 9  |
| Mallorca         | 6 | 3 | 0 | 3 | 4  | 9  | -5  | 9  |
| Schalke 04       | 6 | 2 | 0 | 4 | 9  | 9  | 0   | 6  |

|                  | ARS | MAL | PAO | SCH |
| ---------------- | --- | --- | --- | --- |
| Arsenal FC       | –   | 3–1 | 2–1 | 3–2 |
| Mallorca         | 1–0 | –   | 1–0 | 0–4 |
| Panathinaikos FC | 1–0 | 2–0 | –   | 2–0 |
| Schalke 04       | 3–1 | 0–1 | 0–2 | –   |

### Skupina D
| Tým            | Z | V | R | P | VG | IG | +/− | B  |
| -------------- | - | - | - | - | -- | -- | --- | -- |
| Nantes         | 6 | 3 | 2 | 1 | 8  | 3  | +5  | 11 |
| Galatasaray SK | 6 | 3 | 1 | 2 | 5  | 4  | +1  | 10 |
| PSV Eindhoven  | 6 | 2 | 1 | 3 | 6  | 9  | -3  | 7  |
| SS Lazio       | 6 | 2 | 0 | 4 | 4  | 7  | -3  | 6  |

|                | GAL | LAZ | NAN | PSV |
| -------------- | --- | --- | --- | --- |
| Galatasaray SK | –   | 1–0 | 0–0 | 2–0 |
| SS Lazio       | 1–0 | –   | 1–3 | 2–1 |
| Nantes         | 0–1 | 1–0 | –   | 4–1 |
| PSV            | 3–1 | 1–0 | 0–0 | –   |

### Skupina E
| Tým         | Z | V | R | P | VG | IG | +/− | B  |
| ----------- | - | - | - | - | -- | -- | --- | -- |
| Juventus FC | 6 | 3 | 2 | 1 | 11 | 8  | +3  | 11 |
| FC Porto    | 6 | 3 | 1 | 2 | 7  | 5  | +2  | 10 |
| Celtic FC   | 6 | 3 | 0 | 3 | 8  | 11 | -3  | 9  |
| Rosenborg   | 6 | 1 | 1 | 4 | 4  | 6  | -2  | 4  |

|             | CEL | JUV | POR | ROS |
| ----------- | --- | --- | --- | --- |
| Celtic FC   | –   | 4–3 | 1–0 | 1–0 |
| Juventus FC | 3–2 | –   | 3–1 | 1–0 |
| Porto       | 3–0 | 0–0 | –   | 1–0 |
| Rosenborg   | 2–0 | 1–1 | 1–2 | –   |

### Skupina F
| Tým              | Z | V | R | P | VG | IG | +/− | B  |
| ---------------- | - | - | - | - | -- | -- | --- | -- |
| Barcelona        | 6 | 5 | 0 | 1 | 12 | 5  | +7  | 15 |
| Bayer Leverkusen | 6 | 4 | 0 | 2 | 10 | 9  | +1  | 12 |
| Olympique Lyon   | 6 | 3 | 0 | 3 | 10 | 9  | +1  | 9  |
| Fenerbahçe SK    | 6 | 0 | 0 | 6 | 3  | 12 | -9  | 0  |

|                  | BAR | BAY | FEN | LYO |
| ---------------- | --- | --- | --- | --- |
| Barcelona        | –   | 2–1 | 1–0 | 2–0 |
| Bayer Leverkusen | 2–1 | –   | 2–1 | 2–4 |
| Fenerbahçe SK    | 0–3 | 1–2 | –   | 0–1 |
| Olympique Lyon   | 2–3 | 0–1 | 3–1 | –   |

### Skupina G
| Tým                  | Z | V | R | P | VG | IG | +/− | B  |
| -------------------- | - | - | - | - | -- | -- | --- | -- |
| Deportivo            | 6 | 2 | 4 | 0 | 10 | 8  | +2  | 10 |
| Manchester United FC | 6 | 3 | 1 | 2 | 10 | 6  | +4  | 10 |
| Lille                | 6 | 1 | 3 | 2 | 7  | 7  | 0   | 6  |
| Olympiakos Pireus    | 6 | 1 | 2 | 3 | 6  | 12 | -6  | 5  |

|                      | DEP | LIL | MAN | OLY |
| -------------------- | --- | --- | --- | --- |
| Deportivo            | –   | 1–1 | 2–1 | 2–2 |
| Lille                | 1–1 | –   | 1–1 | 3–1 |
| Manchester United FC | 2–3 | 1–0 | –   | 3–0 |
| Olympiakos Pireus    | 1–1 | 2–1 | 0–2 | –   |

### Skupina H
| Tým               | Z | V | R | P | VG | IG | +/− | B  |
| ----------------- | - | - | - | - | -- | -- | --- | -- |
| FC Bayern Mnichov | 6 | 4 | 2 | 0 | 14 | 5  | +9  | 14 |
| AC Sparta Praha   | 6 | 3 | 2 | 1 | 10 | 3  | +7  | 11 |
| Feyenoord         | 6 | 1 | 2 | 3 | 7  | 14 | -7  | 5  |
| FK Spartak Moskva | 6 | 0 | 2 | 4 | 7  | 16 | -9  | 2  |

|                   | BMU | FEY | SPR | SMO |
| ----------------- | --- | --- | --- | --- |
| FC Bayern Mnichov | –   | 3–1 | 0–0 | 5–1 |
| Feyenoord         | 2–2 | –   | 0–2 | 2–1 |
| AC Sparta Praha   | 0–1 | 4–0 | –   | 2–0 |
| FK Spartak Moskva | 1–3 | 2–2 | 2–2 | –   |

## Osmifinálové skupiny
| Vysvětlivky                     |
| ------------------------------- |
| Týmy postupující do Čtvrtfinále |

### Skupina A
| Tým                  | Z | V | R | P | VG | IG | +/− | B  |
| -------------------- | - | - | - | - | -- | -- | --- | -- |
| Manchester United FC | 6 | 3 | 3 | 0 | 13 | 3  | +10 | 12 |
| FC Bayern Mnichov    | 6 | 3 | 3 | 0 | 5  | 2  | +3  | 12 |
| Boavista             | 6 | 1 | 2 | 3 | 2  | 8  | -6  | 5  |
| Nantes               | 6 | 0 | 2 | 4 | 4  | 11 | -7  | 2  |

### Skupina B
| Tým            | Z | V | R | P | VG | IG | +/− | B |
| -------------- | - | - | - | - | -- | -- | --- | - |
| Barcelona      | 6 | 2 | 3 | 1 | 7  | 7  | 0   | 9 |
| Liverpool FC   | 6 | 1 | 4 | 1 | 4  | 4  | 0   | 7 |
| AS Řím         | 6 | 1 | 4 | 1 | 6  | 5  | +1  | 7 |
| Galatasaray SK | 6 | 0 | 5 | 1 | 5  | 6  | -1  | 5 |

### Skupina C
| Tým              | Z | V | R | P | VG | IG | +/− | B  |
| ---------------- | - | - | - | - | -- | -- | --- | -- |
| Real Madrid      | 6 | 5 | 1 | 0 | 14 | 5  | +9  | 16 |
| Panathinaikos FC | 6 | 2 | 2 | 2 | 7  | 8  | -1  | 8  |
| AC Sparta Praha  | 6 | 2 | 0 | 4 | 6  | 10 | -4  | 6  |
| FC Porto         | 6 | 1 | 1 | 4 | 3  | 7  | -4  | 4  |

### Skupina D
| Tým              | Z | V | R | P | VG | IG | +/− | B  |
| ---------------- | - | - | - | - | -- | -- | --- | -- |
| Bayer Leverkusen | 6 | 3 | 1 | 2 | 11 | 11 | 0   | 10 |
| Deportivo        | 6 | 3 | 1 | 2 | 7  | 6  | +1  | 10 |
| Arsenal FC       | 6 | 2 | 1 | 3 | 8  | 8  | 0   | 7  |
| Juventus FC      | 6 | 2 | 1 | 3 | 7  | 8  | -1  | 7  |

## Play off

### Čtvrtfinále
| Domácí v 1. zápase | Celkem | Hosté v 1. zápase    | 1. zápas | 2. zápas |
| ------------------ | ------ | -------------------- | -------- | -------- |
| Panathinaikos FC   | 2–3    | Barcelona            | 1–0      | 1–3      |
| FC Bayern Mnichov  | 2–3    | Real Madrid          | 2–1      | 0–2      |
| Deportivo          | 2–5    | Manchester United FC | 0–2      | 2–3      |
| Liverpool FC       | 3–4    | Bayer Leverkusen     | 1–0      | 2–4      |

### Semifinále
| Domácí v 1. zápase   | Celkem | Hosté v 1. zápase | 1. zápas | 2. zápas |
| -------------------- | ------ | ----------------- | -------- | -------- |
| Barcelona            | 1–3    | Real Madrid       | 0–2      | 1–1      |
| Manchester United FC | 3–3(v) | Bayer Leverkusen  | 2–2      | 1–1      |

### Finále
| 15. května 2002 19:45 |        |                                      |                                                                      |
| Bayer Leverkusen      | 1 – 2  | Real Madrid                          | Hampden Park, Glasgow diváci: 52 000 rozhodčí: Urs Meier (Švýcarsko) |
| Lúcio 13'             | Report | Raúl González 8' Zinédine Zidane 45' | Hampden Park, Glasgow diváci: 52 000 rozhodčí: Urs Meier (Švýcarsko) |

## Vítěz
| Liga mistrů UEFA 2001/02 Real Madrid (9. titul) César Sánchez, Iker Casillas – Michel Salgado, Fernando Hierro , Iván Helguera, Roberto Carlos, Luís Figo, Steve McManaman, Claude Makélélé, Flávio Conceição, Zinédine Zidane, Santiago Hernán Solari, Raúl González, Fernando Morientes Trenér: Vicente del Bosque |